# Перм Велика
Перм Велика (рос. Пермь Великая) — комі-перм'яцьке середньовічне князівство на Верхній Камі, в межиріччі Ками, Вішери, Колви та Язьви. Міжплемінний центр — Чердинь, резиденція верховного князя — Покча, духовний центр — Іскор.
Археологічно князівство охоплювало територію родановської культури. Знаходилося в залежності від Великого князівства Московського і, можливо, також формально підпорядковувалося Новгородської республіці (до 1472 року).
Столиці Пермі Великої: до 1472 — Чердинь, 1472-1535 — Покча, 1535-1613 — Чердинь, 1636-1708 — Солікамськ.